# Coniothyrium concentricum
Coniothyrium concentricum är en svampart som först beskrevs av Jean Baptiste Desmazières, och fick sitt nu gällande namn av Pier Andrea Saccardo 1878. Coniothyrium concentricum ingår i släktet Coniothyrium och familjen Leptosphaeriaceae.  Utöver nominatformen finns också underarten agaves.